# 凯撒毛里塔尼亚
凯撒毛里塔尼亚（拉丁語：Mauretania Caesariensis）是罗马帝国的一个行省，最有可能是位于今阿尔及利亚的马格里布地区。行省全名来自于其首府凯撒里亚毛里塔尼亚（今歇爾謝爾），从而与相邻的以廷吉斯（今摩洛哥丹吉尔）为首府的廷吉塔纳毛里塔尼亚区分开来。
公元40年毛里塔尼亚王国托勒密王朝的最后一任统治者毛里塔尼亚的托勒密被卡里古拉杀害后后，羅馬皇帝克劳狄乌斯大约于44年吞并了王国，并置为两个行省：凯撒毛里塔尼亚与廷吉塔纳毛里塔尼亚，均为元首行省:365。穆卢卡河成为二者的边界。后在293年戴克里先的行政改革时期，从东部拆分出了新的斯提芬毛里塔尼亚行省，首府为斯提菲斯（今塞提夫）。5世纪西部帝国衰落时期，领土收缩至了首府凯撒里亚附近，腹地尽失，起初失陷于汪达尔王国，后为摩尔-罗马王国。查士丁尼一世统治时期罗马重新收回此地，580年代晚期皇帝莫里斯在位时期，整个马格里布地区被置于阿非利加总督区下。凯撒毛里塔尼亚也成为了新的第一毛里塔尼亚行省。穆斯林征服马格里布终结了罗马在毛里塔尼亚的统治，其成为了倭马亚王朝及中世纪穆斯林阿尔及利亚的一部分:386。

## 延伸阅读
- Westermann, Großer Atlas zur Weltgschichte (in German)